# Patrick Vieira
Patrick Paul Vieira (Dakar, 23 de junio de 1976) es un exfutbolista y actual entrenador de fútbol francés nacido en Senegal y con ascendencia caboverdiana. Actualmente dirige al Genoa de la Serie A.
Desarrolló su carrera futbolística en la posición de mediocentro defensivo. Reconocido por su paso por la Serie A Italiana en varios periodos entre Juventus FC, AC Milan e Internazionale. Fue un jugador de gran potencia física y complexión fuerte. Con la Selección de Fútbol de Francia ganó 4 títulos: 2 Copa FIFA Confederaciones 2001, 2003, 1 Copa Mundial de Fútbol de 1998 y 1 Eurocopa 2000, con la selección de fútbol de Francia, salió subcampeón de la Copa Mundial de Fútbol de 2006.

## Trayectoria

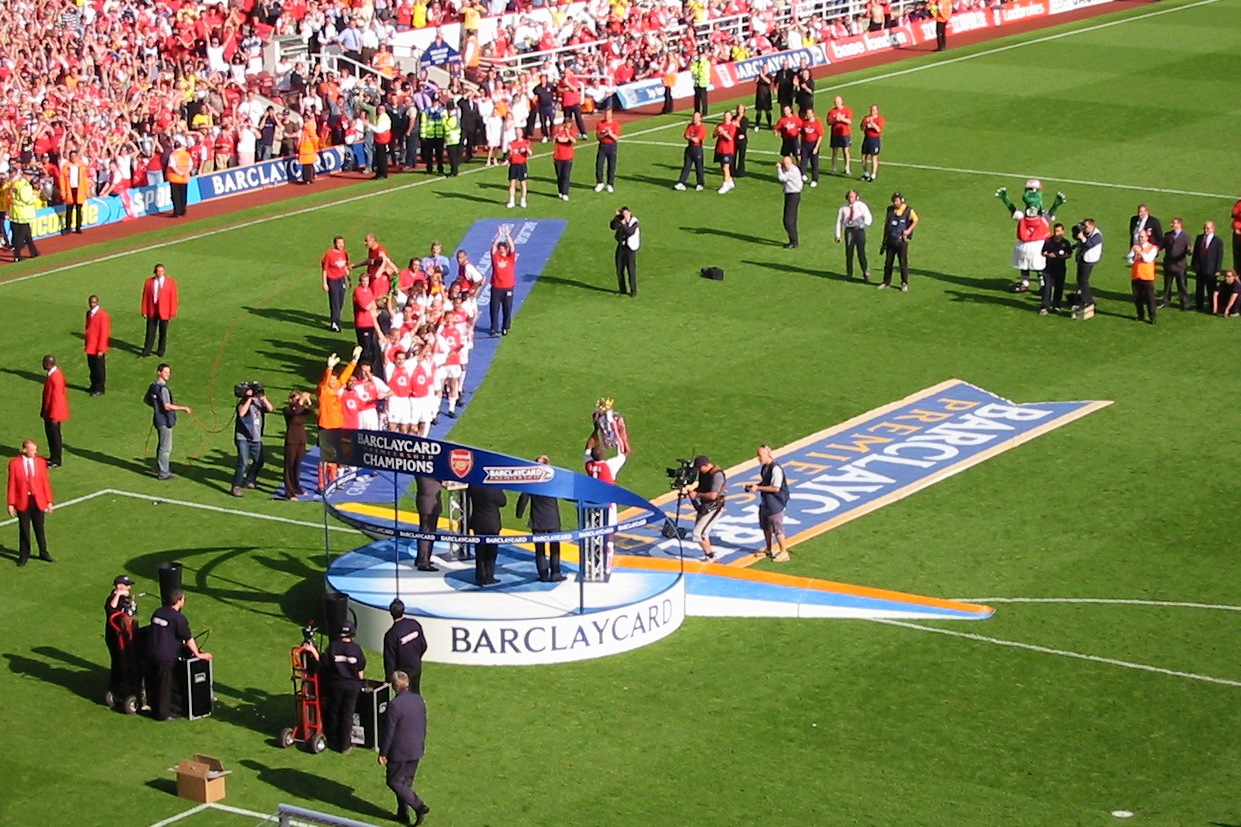
Vieira levantando el trofeo de la Premier en 2004

### Como jugador

#### Comienzos
Vieira emigró a Francia desde Senegal, origen de su padre, cuando tenía 8 años y no volvió a ese país hasta 2003. Su apellido, portugués, se debe al origen caboverdiano de su madre. Ellos se divorciaron cuando era joven y desde entonces no vio nunca más a su padre. Su abuelo sirvió en la Armada Francesa, haciéndolo elegible de la nacionalidad francesa al nacer. Una vez en Francia, Vieira empezó a jugar al fútbol con el AS Cannes en 1993, haciendo su debut con 17 años y siendo nombrado capitán del equipo con solo 19 años. En 1995, Vieira fichó por el gigante europeo AC Milan, donde se convirtió en una de las más firmes promesas del club italiano, jugando con el equipo juvenil y de reservas.

#### Arsenal FC
Con la llegada del nuevo entrenador Arsène Wenger al banquillo del Arsenal, recomendó su fichaje para el club. Vieira firmó a cambio de 3 millones y medio de libras. Su potencia, resistencia y dominio le convirtieron rápidamente en uno de los jugadores clave del club gunner. Formó un centro del campo impresionante junto al francés Emmanuel Petit ganando en la temporada 2000-2001 la Premier League y la FA Community Shield. También formó parte del seleccionado francés en el Mundial 1998, en el que Francia obtuvo la victoria.
Vieira también disputó la final del año 2000 de la Copa de la UEFA contra el Galatasaray. El Arsenal perdería el partido en los penalties, errando Vieira el suyo. Tras la retirada de Tony Adams en el año 2002, Vieira se convirtió en el nuevo capitán gunner. La temporada 2003-04 sería sin duda la más exitosa en la carrera de Vieira en el club, cuando el Arsenal ganó  la Premier League sin ser derrotado. Aun así, esa temporada Vieira sufrió numerosas lesiones, teniendo que ser sustituido por Ray Parlour. Vieira regresó en el partido de la UEFA Champions League contra el Lokomotiv de Moscú.

#### La salida del Arsenal
En julio del año 2005, el Arsenal aceptó una oferta de la Juventus italiana de 20 millones de euros por Vieira. El francés firmó por cinco años con la Vecchia Signora. El traspaso se debió en parte a la progresión del joven Cesc Fàbregas. En su trayectoria de 9 años en el Arsenal, Vieira disputó 407 partidos. Vieira continúa siendo uno de los mayores ídolos del club gunner, junto a otros grandísimos jugadores como Dennis Bergkamp, Thierry Henry, Tony Adams o Ian Wright.

#### Juventus
En su llegada a la Juventus, Vieira formó un potentísimo centro del campo junto al brasileño Émerson. Su labor fue muy importante para que la Juventus ganara el Scudetto ese año. En marzo de 2006, Vieira regresó al Emirates Stadium para jugar un partido entre las Leyendas del Arsenal contra las Leyendas del Ajax en honor del delantero Dennis Bergkamp, que se retiró al término de esa temporada.
En verano de 2006, la Juventus fue descendida a la Serie B por el Caso Moggi. Tras diversos rumores de una posible marcha de Vieira al Manchester United o incluso al Arsenal, Vieira finalmente firmó por el Inter de Milán a cambio de casi 10 millones de euros. Vieira declaró que quería seguir jugando al primer nivel, justificando su marcha de la Vecchia Signora.

#### FC Internazionale
En su primera intervención en el Inter, Vieira ganó la Supercopa de Italia. Sin embargo, su trayectoria en el club nerazzurro se vio marcada por las lesiones y la irregularidad, teniendo que ser sustituido en numerosas ocasiones por jugadores como Olivier Dacourt, Thiago Motta o Sulley Muntari. Vieira perdió importancia en el club, ya que no podía actuar de manera regular. En 2009, hubo numerosos rumores de una posible vuelta de Vieira al Arsenal y el propio Arsène Wenger dio su aprobación para su fichaje.

#### Manchester City
En enero de 2010, Vieira pasó el reconocimiento médico con el Manchester City, donde coincidió con sus excompañeros Kolo Touré y Sylvinho. El contrato era de 6 meses de duración, con una posible extensión de hasta 12 meses. Debutó con el conjunto sky blue en un partido contra el Hull City. Su primer gol lo marcó contra el Bolton Wanderers. En junio de 2010, Vieira extendió un año su contrato con el club de la ciudad de Mánchester. 
El 14 de julio de 2011, Vieira anuncia su retirada del fútbol para asumir un nuevo cargo en el Manchester City, entrenando al equipo de reservas.

### Como entrenador

#### Manchester City
Patrick empieza su andadura entrenando al equipo canterano de su último club.

#### New York City FC
El primer gran club al que entrena Patrick es al New York City FC, de la MLS estadounidense, firmando el 9 de noviembre de 2015. Tras dos temporadas en New York, el equipo pasó de ser el 17.º en la liga de 2015, antes de la llegada de Vieria, al 4.º en su primera temporada y el 2.º clasificado en 2017.

#### OGC Niza
El 11 de junio de 2018, Vieira firma como entrenador del OGC Niza de la Ligue 1 de Francia. Dirigió al equipo francés durante dos años y medio, logrando un 7.º y un 5.º puesto en la Ligue 1, hasta que fue despedido en diciembre de 2020 tras encajar 5 derrotas consecutivas.

#### Crystal Palace
El 4 de julio de 2021, se hizo oficial su fichaje por el Crystal Palace. Obtuvo una cómoda permanencia en su primera temporada, pero finalmente fue despedido el 17 de marzo de 2023, tras una racha de 12 partidos sin ganar.

#### Racing Estrasburgo
El 2 de julio de 2023, fue oficializado como nuevo entrenador del Racing Estrasburgo, firmando un contrato por tres años. Tras una sola temporada, dejó su cargo de mutuo acuerdo con el club el 18 de julio de 2024.

#### Genoa
El 20 de noviembre de 2024, asumió al frente del Genoa con la misión de salvar al club del descenso.

## Selección nacional
Vieira debutó con Francia en 1997 en un partido contra Países Bajos. Formó parte de la plantilla de Francia en el Mundial 1998 e incluso reemplazó a Christian Karembeu en la final contra Brasil que Francia ganó 3 a 0.
Vieira jugó también con Francia en la Eurocopa 2000, que Francia ganaría a la postre. También formó parte de las malas actuaciones de Francia en el Mundial 2002 y Eurocopa 2004. En dicho campeonato sufriría una importante lesión.
Vieira jugó el Mundial 2006, donde fue titular de la Francia que logró el subcampeonato. Vieira fue el capitán de la selección en varios partidos de Francia para la clasificación para la Eurocopa 2008, tras la retirada de Zinedine Zidane, aunque no formó parte de la escuadra que disputó el campeonato. Vieira disputó su último partido como internacional en un amistoso contra Nigeria el 2 de junio de 2009. 
El 7 de julio de 2010, Vieira afirmó que no tenía intenciones de regresar a la selección, tras disputar 107 partidos y anotar 6 tantos.

### Participaciones en Copas del Mundo
| Mundial                        | Sede                  | Resultado      |
| ------------------------------ | --------------------- | -------------- |
| Copa Mundial de Fútbol de 1998 | Francia               | Campeón        |
| Copa Mundial de Fútbol de 2002 | Corea del Sur y Japón | Fase de grupos |
| Copa Mundial de Fútbol de 2006 | Alemania              | Subcampeón     |

### Participaciones en Copa FIFA Confederaciones
| Copa                           | Sede                  | Resultado |
| ------------------------------ | --------------------- | --------- |
| Copa FIFA Confederaciones 2001 | Corea del Sur y Japón | Campeón   |
| Copa FIFA Confederaciones 2003 | Francia               | Campeón   |

### Participaciones en Eurocopas
| Eurocopa      | Sede                   | Resultado        |
| ------------- | ---------------------- | ---------------- |
| Eurocopa 2000 | Bélgica y Países Bajos | Campeón          |
| Eurocopa 2004 | Portugal               | Cuartos de final |
| Eurocopa 2008 | Austria y Suiza        | Fase de grupos   |

## Clubes y estadísticas

### Jugador
| Club | Div.          | Temporada     | Liga  | Liga  | Copas nacionales(1) | Copas nacionales(1) | Copa de la Liga(2) | Copa de la Liga(2) | Torneos internacionales(3) | Torneos internacionales(3) | Total | Total |
| Club | Div.          | Temporada     | Part. | Goles | Part.               | Goles               | Part.              | Goles              | Part.                      | Goles                      | Part. | Goles |
| --- | ------------- | ------------- | ----- | ----- | ------------------- | ------------------- | ------------------ | ------------------ | -------------------------- | -------------------------- | ----- | ----- |
| A. S. Cannes Francia | 1.ª           | 1993-94       | 5     | 0     | 1                   | 0                   | —                  | —                  | —                          | —                          | 6     | 0     |
| A. S. Cannes Francia | 1.ª           | 1994-95       | 31    | 2     | 2                   | 1                   | 1                  | 0                  | 4                          | 1                          | 38    | 4     |
| A. S. Cannes Francia | 1.ª           | 1995-96       | 13    | 0     | 0                   | 0                   | 0                  | 0                  | 4                          | 0                          | 17    | 0     |
| A. S. Cannes Francia | Total club    | Total club    | 49    | 2     | 3                   | 1                   | 1                  | 0                  | 8                          | 1                          | 61    | 4     |
| A. C. Milan · Italia | 1.ª           | 1995-96       | 2     | 0     | 1                   | 0                   | —                  | —                  | 2                          | 0                          | 5     | 0     |
| Arsenal F. C. Inglaterra | 1.ª           | 1996-97       | 31    | 2     | 3                   | 0                   | 3                  | 0                  | 1                          | 0                          | 38    | 2     |
| Arsenal F. C. Inglaterra | 1.ª           | 1997-98       | 33    | 2     | 9                   | 0                   | 2                  | 0                  | 2                          | 0                          | 46    | 2     |
| Arsenal F. C. Inglaterra | 1.ª           | 1998-99       | 34    | 3     | 4                   | 1                   | 1                  | 0                  | 3                          | 0                          | 42    | 4     |
| Arsenal F. C. Inglaterra | 1.ª           | 1999-00       | 30    | 2     | 2                   | 0                   | 1                  | 0                  | 14                         | 0                          | 47    | 2     |
| Arsenal F. C. Inglaterra | 1.ª           | 2000-01       | 30    | 6     | 6                   | 1                   | 0                  | 0                  | 12                         | 0                          | 48    | 7     |
| Arsenal F. C. Inglaterra | 1.ª           | 2001-02       | 36    | 2     | 7                   | 0                   | 0                  | 0                  | 11                         | 1                          | 54    | 3     |
| Arsenal F. C. Inglaterra | 1.ª           | 2002-03       | 24    | 3     | 5                   | 0                   | 1                  | 0                  | 12                         | 1                          | 42    | 4     |
| Arsenal F. C. Inglaterra | 1.ª           | 2003-04       | 29    | 3     | 5                   | 0                   | 3                  | 0                  | 7                          | 0                          | 44    | 3     |
| Arsenal F. C. Inglaterra | 1.ª           | 2004-05       | 32    | 6     | 6                   | 1                   | 0                  | 0                  | 6                          | 0                          | 44    | 7     |
| Arsenal F. C. Inglaterra | Total club    | Total club    | 279   | 29    | 48                  | 3                   | 11                 | 0                  | 68                         | 2                          | 405   | 34    |
| Juventus F. C. · Italia | 1.ª           | 2005-06       | 31    | 5     | 3                   | 0                   | 1                  | 0                  | 7                          | 0                          | 42    | 5     |
| Inter de Milán · Italia | 1.ª           | 2006-07       | 20    | 1     | 3                   | 0                   | 1                  | 2                  | 4                          | 1                          | 28    | 4     |
| Inter de Milán · Italia | 1.ª           | 2007-08       | 16    | 3     | 3                   | 0                   | 1                  | 0                  | 3                          | 0                          | 23    | 3     |
| Inter de Milán · Italia | 1.ª           | 2008-09       | 19    | 1     | 2                   | 0                   | —                  | —                  | 3                          | 0                          | 24    | 1     |
| Inter de Milán · Italia | 1.ª           | 2009-10       | 12    | 1     | 1                   | 0                   | 1                  | 0                  | 2                          | 0                          | 16    | 1     |
| Inter de Milán · Italia | Total club    | Total club    | 67    | 6     | 9                   | 0                   | 3                  | 2                  | 12                         | 1                          | 91    | 9     |
| Manchester City F. C. Inglaterra | 1.ª           | 2009-10       | 13    | 1     | 1                   | 0                   | 0                  | 0                  | —                          | —                          | 14    | 1     |
| Manchester City F. C. Inglaterra | 1.ª           | 2010-11       | 15    | 2     | 8                   | 3                   | 1                  | 0                  | 8                          | 0                          | 32    | 5     |
| Manchester City F. C. Inglaterra | Total club    | Total club    | 28    | 3     | 9                   | 3                   | 1                  | 0                  | 8                          | 0                          | 46    | 6     |
| Total carrera | Total carrera | Total carrera | 456   | 45    | 73                  | 7                   | 17                 | 2                  | 105                        | 4                          | 650   | 58    |
| (1) Incluye datos de la Copa de Francia, Copa Italia y FA Cup. (2) Incluye datos de la Copa de la Liga de Francia, Copa de la Liga de Inglaterra, Community Shield y Supercopa de Italia. (3) Incluye datos de la Copa de la UEFA, Copa Intertoto de la UEFA, Liga de Campeones de la UEFA y Liga Europa de la UEFA. |               |               |       |       |                     |                     |                    |                    |                            |                            |       |       |

### Entrenador
| Equipo                       | Div.                | Temporada           | Liga  | Liga | Liga | Liga | Liga |       | Copa | Copa | Copa | Copa  |   | Internacional | Internacional | Internacional | Internacional | Internacional |   | Otros | Otros | Otros | Otros |     | Totales     | Totales | Totales | Totales | Totales | Totales | Totales | Totales |
| Equipo                       | Div.                | Temporada           | Part. | G    | E    | P    | Pos. | Part. | G    | E    | P    | Part. | G | E             | P             | Pos.          | Part.         | G             | E | P     | Part. | G     | E     | P   | Rendimiento | GF      | GC      | Dif.    |         |         |         |         |
| ---------------------------- | ------------------- | ------------------- | ----- | ---- | ---- | ---- | ---- | ----- | ---- | ---- | ---- | ----- | - | ------------- | ------------- | ------------- | ------------- | ------------- | - | ----- | ----- | ----- | ----- | --- | ----------- | ------- | ------- | ------- | ------- | ------- | ------- | ------- |
| New York City Estados Unidos | 1.ª                 | 2016                | 34    | 15   | 9    | 10   | 4.º  | 1     | 0    | 0    | 1    | -     | - | -             | -             | -             | 2             | 0             | 0 | 2     | 37    | 15    | 9     | 13  | 48.65%      | 62      | 65      | -3      |         |         |         |         |
| New York City Estados Unidos | 1.ª                 | 2017                | 34    | 16   | 9    | 9    | 2.º  | 1     | 0    | 0    | 1    | -     | - | -             | -             | -             | 2             | 1             | 0 | 1     | 37    | 17    | 9     | 11  | 54.06%      | 59      | 48      | +11     |         |         |         |         |
| New York City Estados Unidos | 1.ª                 | 2018                | 15    | 8    | 4    | 3    | Inc. | 1     | 0    | 0    | 1    | -     | - | -             | -             | -             | -             | -             | - | -     | 16    | 8     | 4     | 4   | 58.33%      | 30      | 24      | +6      |         |         |         |         |
| New York City Estados Unidos | Total               | Total               | 83    | 39   | 22   | 22   | -    | 3     | 0    | 0    | 3    | -     | - | -             | -             | -             | 4             | 1             | 0 | 3     | 90    | 40    | 22    | 28  | 52.59%      | 151     | 137     | +14     |         |         |         |         |
| OGC Nice Francia             | 1.ª                 | 2018-19             | 38    | 15   | 11   | 12   | 7.º  | 3     | 1    | 1    | 1    | -     | - | -             | -             | -             | -             | -             | - | -     | 41    | 16    | 12    | 13  | 48.78%      | 34      | 41      | -7      |         |         |         |         |
| OGC Nice Francia             | 1.ª                 | 2019-20             | 28    | 11   | 8    | 9    | 5.º  | 4     | 2    | 0    | 2    | -     | - | -             | -             | -             | -             | -             | - | -     | 32    | 13    | 8     | 11  | 48.96%      | 48      | 44      | +4      |         |         |         |         |
| OGC Nice Francia             | 1.ª                 | 2020-21             | 11    | 5    | 2    | 4    | Inc. | -     | -    | -    | -    | 5     | 1 | 0             | 4             | Inc.          | -             | -             | - | -     | 16    | 6     | 2     | 8   | 41.67%      | 24      | 30      | -6      |         |         |         |         |
| OGC Nice Francia             | Total               | Total               | 77    | 31   | 21   | 25   | -    | 7     | 3    | 1    | 3    | 5     | 1 | 0             | 4             | -             | -             | -             | - | -     | 89    | 35    | 22    | 32  | 47.57%      | 106     | 115     | -9      |         |         |         |         |
| Crystal Palace Inglaterra    | 1.ª                 | 2021-22             | 38    | 11   | 15   | 12   | 12.º | 6     | 4    | 0    | 2    | -     | - | -             | -             | -             | -             | -             | - | -     | 44    | 15    | 15    | 14  | 45.45%      | 60      | 51      | +9      |         |         |         |         |
| Crystal Palace Inglaterra    | 1.ª                 | 2022-23             | 27    | 6    | 9    | 12   | Inc. | 3     | 1    | 1    | 1    | -     | - | -             | -             | -             | -             | -             | - | -     | 30    | 7     | 10    | 13  | 34.44%      | 24      | 36      | -12     |         |         |         |         |
| Crystal Palace Inglaterra    | Total               | Total               | 65    | 17   | 24   | 24   | -    | 9     | 5    | 1    | 3    | -     | - | -             | -             | -             | -             | -             | - | -     | 74    | 22    | 25    | 27  | 40.99%      | 84      | 87      | -3      |         |         |         |         |
| Racing Estrasburgo Francia   | 1.ª                 | 2023-24             | 34    | 10   | 9    | 15   | 13.º | 4     | 3    | 1    | 0    | -     | - | -             | -             | -             | -             | -             | - | -     | 38    | 13    | 10    | 15  | 42.98%      | 48      | 52      | -4      |         |         |         |         |
| Racing Estrasburgo Francia   | Total               | Total               | 34    | 10   | 9    | 15   | -    | 4     | 3    | 1    | 0    | -     | - | -             | -             | -             | -             | -             | - | -     | 38    | 13    | 10    | 15  | 42.98%      | 48      | 52      | -4      |         |         |         |         |
| Genoa · Italia               | 1.ª                 | 2024-25             | 26    | 8    | 9    | 9    | 13.º | -     | -    | -    | -    | -     | - | -             | -             | -             | -             | -             | - | -     | 26    | 8     | 9     | 9   | 42.31%      | 28      | 27      | +1      |         |         |         |         |
| Genoa · Italia               | 1.ª                 | 2025-26             | 0     | 0    | 0    | 0    | -    | 1     | 1    | 0    | 0    | -     | - | -             | -             | -             | -             | -             | - | -     | 1     | 1     | 0     | 0   | 100%        | 3       | 0       | +3      |         |         |         |         |
| Genoa · Italia               | Total               | Total               | 26    | 8    | 9    | 9    | -    | 1     | 1    | 0    | 0    | -     | - | -             | -             | -             | -             | -             | - | -     | 27    | 9     | 9     | 9   | 44.44%      | 31      | 27      | +4      |         |         |         |         |
| Total en su carrera          | Total en su carrera | Total en su carrera | 285   | 105  | 85   | 95   | -    | 24    | 12   | 3    | 9    | 5     | 1 | 0             | 4             | -             | 4             | 1             | 0 | 3     | 318   | 119   | 88    | 111 | 46.64%      | 420     | 418     | +2      |         |         |         |         |
| 1. 2. 3.                     |                     |                     |       |      |      |      |      |       |      |      |      |       |   |               |               |               |               |               |   |       |       |       |       |     |             |         |         |         |         |         |         |         |

#### Resumen por competiciones
| Competición                | Partidos | Ganados | Empatados | Perdidos | %      | Resultado        |
| -------------------------- | -------- | ------- | --------- | -------- | ------ | ---------------- |
| MLS                        | 83       | 39      | 22        | 22       | 55.83% | Subcampeón       |
| MLS Cup                    | 4        | 1       | 0         | 3        | 25%    | Cuartos de final |
| US Open Cup                | 3        | 0       | 0         | 3        | 0%     | Cuarta ronda     |
| Ligue 1                    | 111      | 41      | 30        | 40       | 45.95% | 5.º lugar        |
| Copa de Francia            | 8        | 5       | 1         | 2        | 66.67% | Cuartos de final |
| Copa de la Liga de Francia | 3        | 1       | 1         | 1        | 44.44% | Octavos de final |
| Premier League             | 65       | 17      | 24        | 24       | 38.46% | 12.º lugar       |
| FA Cup                     | 6        | 4       | 0         | 2        | 66.67% | Semifinales      |
| EFL Cup                    | 3        | 1       | 1         | 1        | 44.44% | Tercera ronda    |
| Serie A                    | 26       | 8       | 9         | 9        | 42.31% | 13.º lugar       |
| Copa Italia                | 1        | 1       | 0         | 0        | 100%   | En disputa       |
| Liga Europa de la UEFA     | 5        | 1       | 0         | 4        | 20%    | Fase de grupos   |
| TOTAL                      | 318      | 119     | 88        | 111      | 46.64% | Sin Títulos      |

## Palmarés

### Campeonatos nacionales
| Título              | Equipo          | País       | Año     |
| ------------------- | --------------- | ---------- | ------- |
| Serie A             | AC Milan        | Italia     | 1996    |
| Premier League      | Arsenal FC      | Inglaterra | 1998    |
| FA Cup              | Arsenal FC      | Inglaterra | 1998    |
| Charity Shield      | Arsenal FC      | Inglaterra | 1998    |
| Charity Shield      | Arsenal FC      | Inglaterra | 1999    |
| Premier League      | Arsenal FC      | Inglaterra | 2002    |
| FA Cup              | Arsenal FC      | Inglaterra | 2002    |
| Community Shield    | Arsenal FC      | Inglaterra | 2002    |
| FA Cup              | Arsenal FC      | Inglaterra | 2003    |
| Premier League      | Arsenal FC      | Inglaterra | 2004    |
| FA Cup              | Arsenal FC      | Inglaterra | 2005    |
| Supercopa de Italia | Inter de Milán  | Italia     | 2006    |
| Serie A             | Inter de Milán  | Italia     | 2007    |
| Serie A             | Inter de Milán  | Italia     | 2008    |
| Supercopa de Italia | Inter de Milán  | Italia     | 2008    |
| Serie A             | Inter de Milán  | Italia     | 2009    |
| FA Cup              | Manchester City | Inglaterra | 2010-11 |

### Copas internacionales
| Título                    | Equipo (*)           | País                   | Año  |
| ------------------------- | -------------------- | ---------------------- | ---- |
| Copa Mundial de Fútbol    | Selección de Francia | Francia                | 1998 |
| Eurocopa                  | Selección de Francia | Bélgica y Países Bajos | 2000 |
| Copa FIFA Confederaciones | Selección de Francia | Corea del Sur y Japón  | 2001 |
| Copa FIFA Confederaciones | Selección de Francia | Francia                | 2003 |

### Distinciones individuales
| Distinción                                                    | Año                                |
| ------------------------------------------------------------- | ---------------------------------- |
| Mejor jugador joven de la Ligue 1                             | 1995                               |
| Equipo del año PFA Premier League                             | 1999, 2000, 2001, 2002, 2003, 2004 |
| Equipo del Torneo de la Eurocopa                              | 2000                               |
| Jugador del Año de la Premier League                          | 2001                               |
| Balón de Plata de la Copa Confederaciones                     | 2001                               |
| Bota de Oro de la Copa Confederaciones                        | 2001                               |
| Incluido en el Equipo del año UEFA                            | 2001                               |
| Jugador francés del año                                       | 2001                               |
| Incluido en el equipo de la década de la Premier League       | 2002                               |
| Nominado al Balón de Oro                                      | 2002, 2004, 2005, 2006             |
| FIFA 100                                                      | 2004                               |
| Nominado al FIFA/FIFPro World XI                              | 2005, 2006                         |
| Equipo ideal de la Copa del Mundo                             | 2006                               |
| Incluido en el once ideal de la década por Sports Illustrated | 2009                               |
| Équipe type spéciale 20 ans des trophées UNFP                 | 2011                               |
| Premio Golden Foot "Leyenda del Fútbol"                       | 2019                               |

### Condecoraciones
| Distinción                      | Año  |
| ------------------------------- | ---- |
| Caballero de la Legión de Honor | 1998 |